# Palacio Ferro Fini
El palacio Ferro Fini es el conjunto de dos edificios históricos italianos situado en el sestiere de San Marco en Venecia junto al Gran Canal, en la confluencia del rio dell'Alboro por la derecha y junto al palacio Contarini Fasan, por la izquierda. Casi enfrente, en la otra orilla del canal, se encuentra la Basílica de Santa Maria della Salute. Desde 1972 es la sede del Consejo regional del Véneto.

## Historia
En cuanto al edificio de mayor tamaño, conocido como Flangini Fini o Contarini Flangini Fini, en 1638 el abogado Tommaso Flangini adquirió a San Moisè da Giambattista Contarini dos viejos edificios góticos anejos que remodeló y unificó, encargando el trabajo a Pietro Bettinelli. En 1662 lo compraría Girolamo Fini, que lo volvería a remodelar, concluyendo su aspecto renacentista actual. En este caso, el encargo de la reforma le fue hecho a Alessandro Tremignon.
Por otra parte, el palacio Manolesso Ferro, de menor tamaño, fue adquirido a finales del siglo XIV por el dux Michele Morosini, pasando hacia 1740 a la familia Ferro y posteriormente por herencia a la familia Manolesso. 
Con la caída de la República y con el empobrecimiento de la familia Fini, así como de tantas otras familias nobles venecianas, el palacio se fraccionó y se alquiló como viviendas, hasta que en 1890 lo adquirió la familia Ivancich, que también compró el antiguo palacio Morosini Ferro Manolesso, que ya funcionaba desde mitad del siglo XIX como hotel "New York". Es entonces cuando se realiza la unificación de los dos edificios y se transforma en el "Gran Hotel", donde se alojaría durante una de sus largas estancias en Venecia el escritor y reformista inglés John Ruskin.
Desde 1972, tras una nueva reforma, a cargo del arquitecto Luciano Parenti, es propiedad del Consejo regional del Véneto.

## Descripción
Se trata de dos edificios anexionados, el mayor, Flangini Fini, con una fachada típicamente renacentista y otro, Morosini Ferro Manolesso, de menor tamaño, con formas góticas, cuya uniformidad tonal la adquieren del común enlucido en yeso.
La fachada del Flangini Fini se muestra majestuosa, aunque asimétrica, debido al doble origen de la construcción que terminó de unificar Girolamo Fini.
Partiendo de dos portales a nivel del agua, se presentan políforas de cinco y tres vanos y monóforas con arco de medio punto en las dos plantas nobles, así como ventanas rectangulares en los entresuelos, bajo los dos ejes verticales descentrados.
La fachada del palacio Manolesso Ferro, más antiguo, combina diferentes estilios. El entresuelo, por ejemplo, presenta una polífora de tres huecos de gusto renacentista; la primera planta noble, sin embargo, tiene ventanales góticos con arco apuntado trilobulado, y la segunda planta retorna a las reminiscencias clásicas en los arcos de medio punto.